# پل امیل شاباس

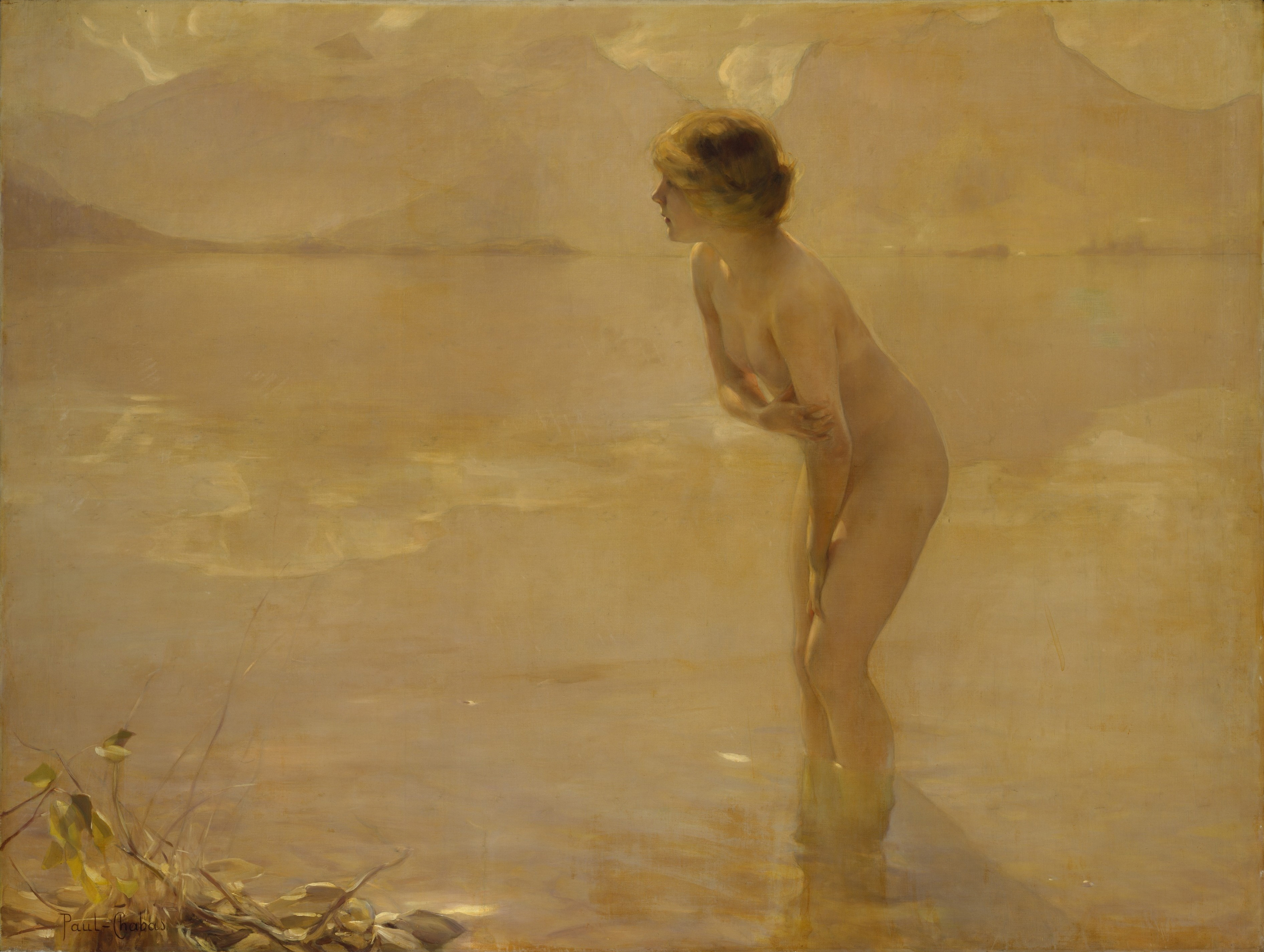
سحرگاه سپتامبر (۱۹۱۲ میلادی), نقاشی رنگ روغن روی بوم، موزه متروپولیتن، نیویورک

پُل اِمیل شاباس (فرانسوی: Paul Émile Chabas‎؛ ۷ مارس ۱۸۶۹ – ۱۰ مهٔ ۱۹۳۷) نقاش و تصویرساز اهل فرانسه و عضو فرهنگستان هنرهای زیبای فرانسه بود.
وی در نانت به دنیا آمد و آموزش هنر نقاشی را زیر نظر ویلیام-آدولف بوگرو و تونی رابرت-فلوری آغاز کرد. نخستین نمایشگاه آثار شاباس در ۱۸۹۰ میلادی در سالن پاریس برپا شد. موضوع دلخواه این نقاش، دختری جوان و برهنه در یک محیط و چشم‌انداز طبیعی بود. از وی به عنوان یکی از بزرگترین نقاشان اروپا در زمینه نقاشی برهنگی یاد می‌شود.
وی همچنین برندهٔ جوایزی همچون لژیون دونور شده است.
مشهورترین اثر وی سحرگاه سپتامبر (۱۹۱۲) است.

## نگارخانه

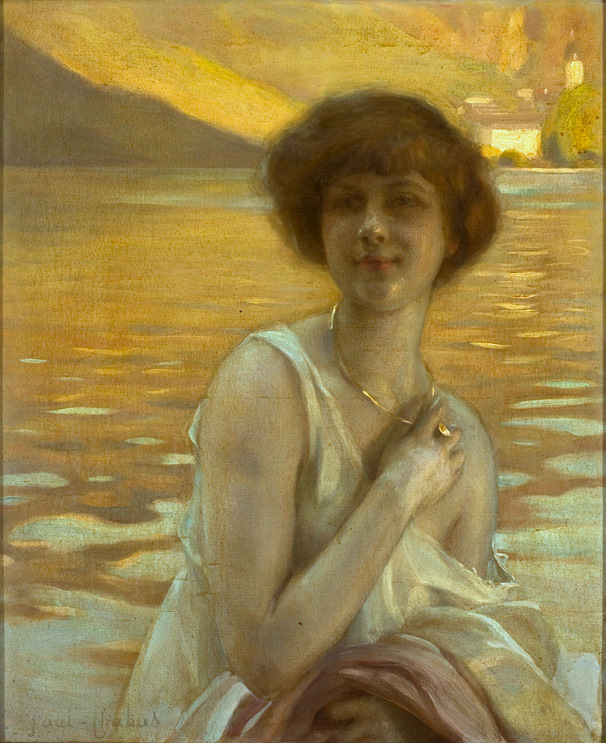
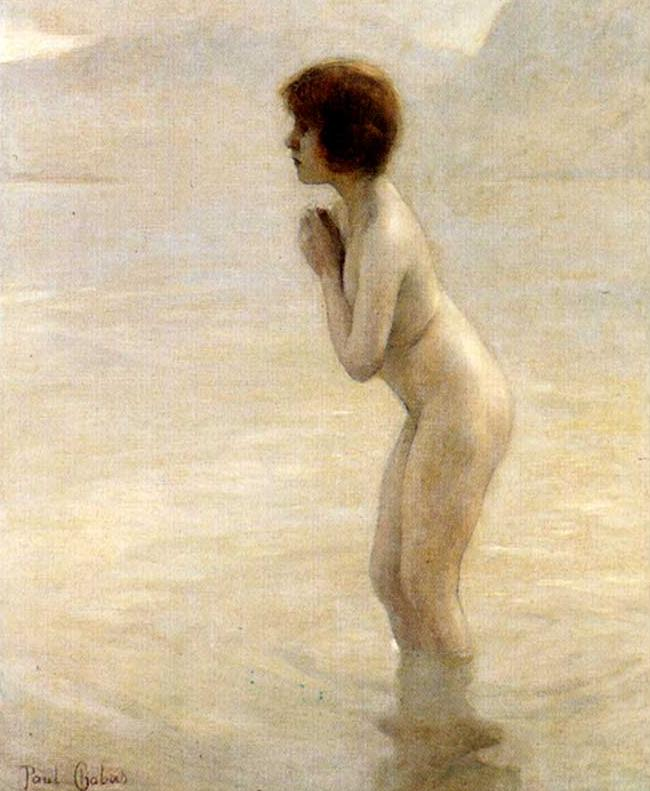
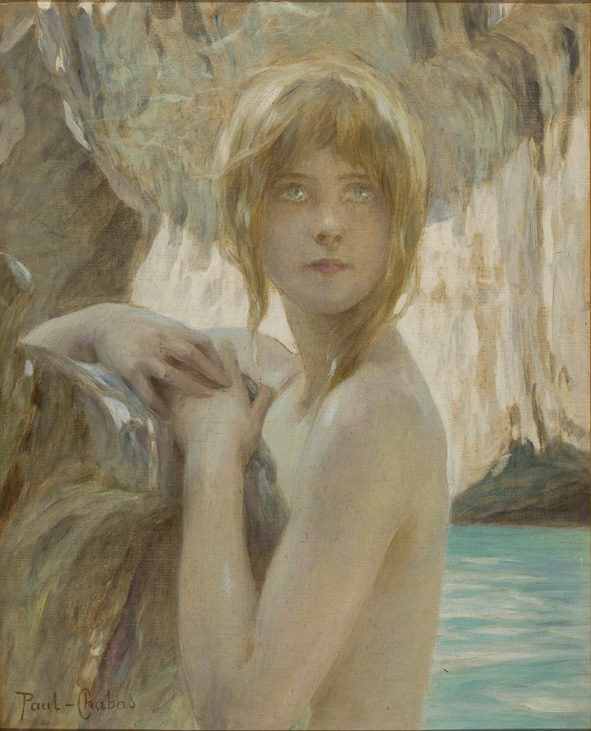
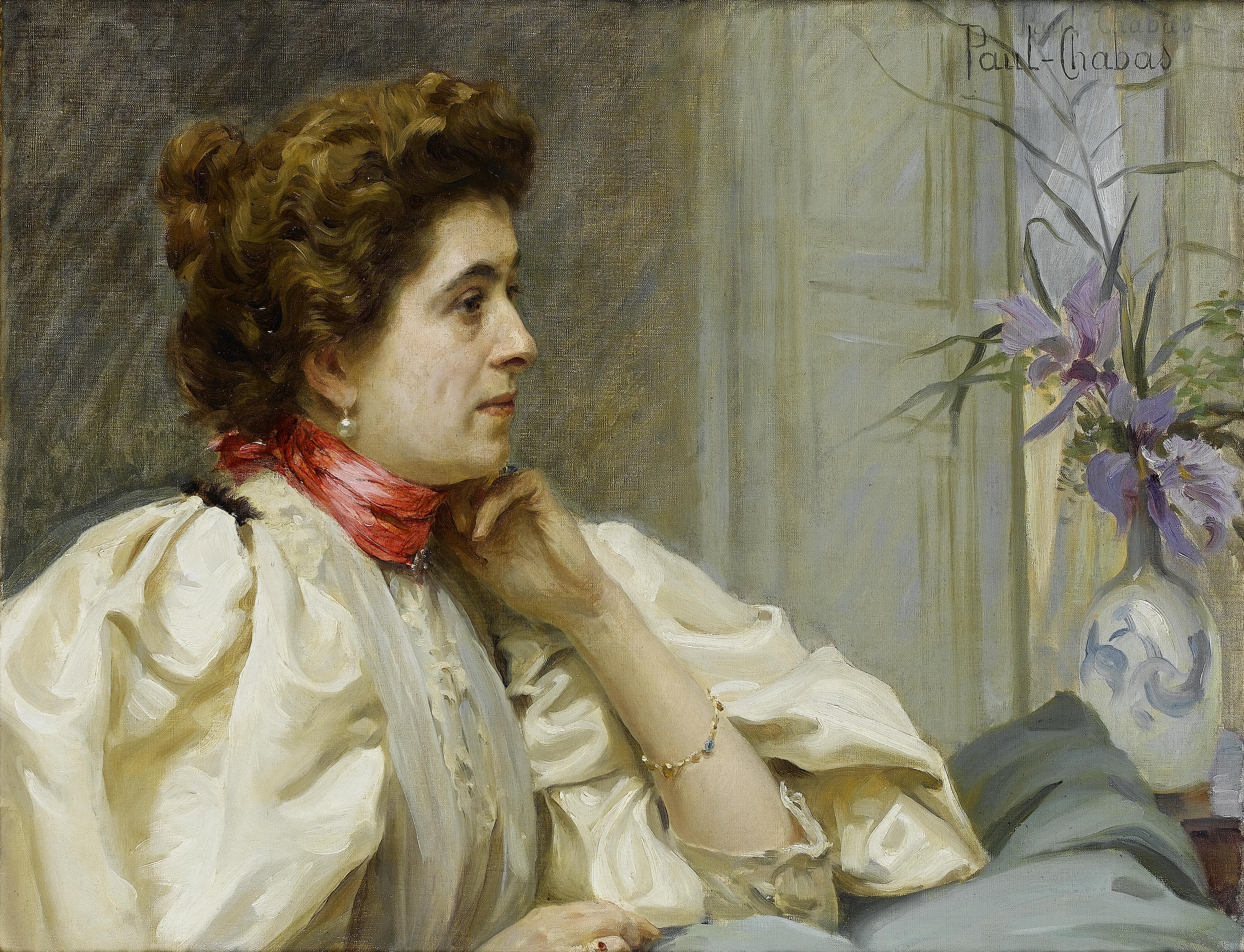
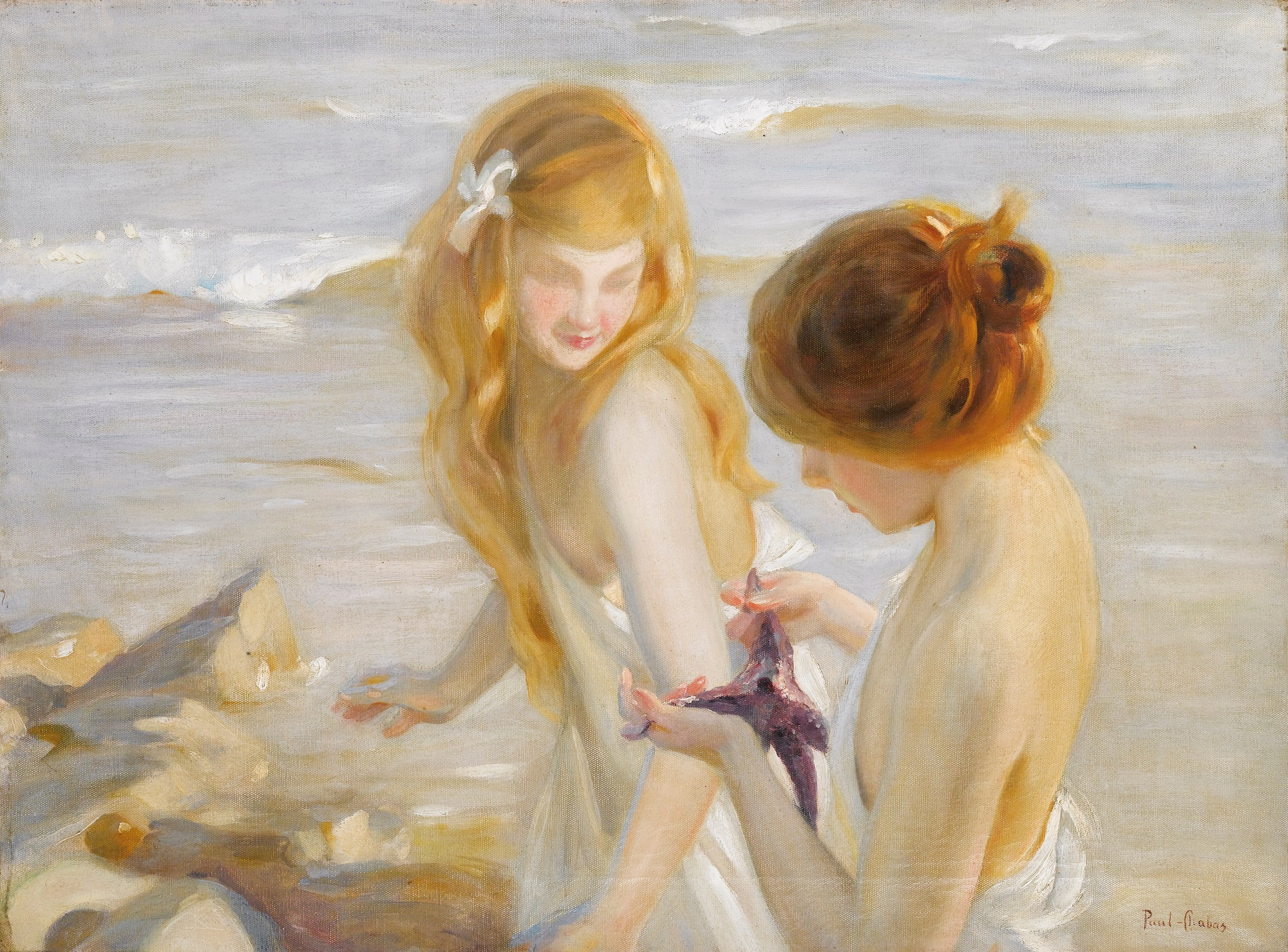
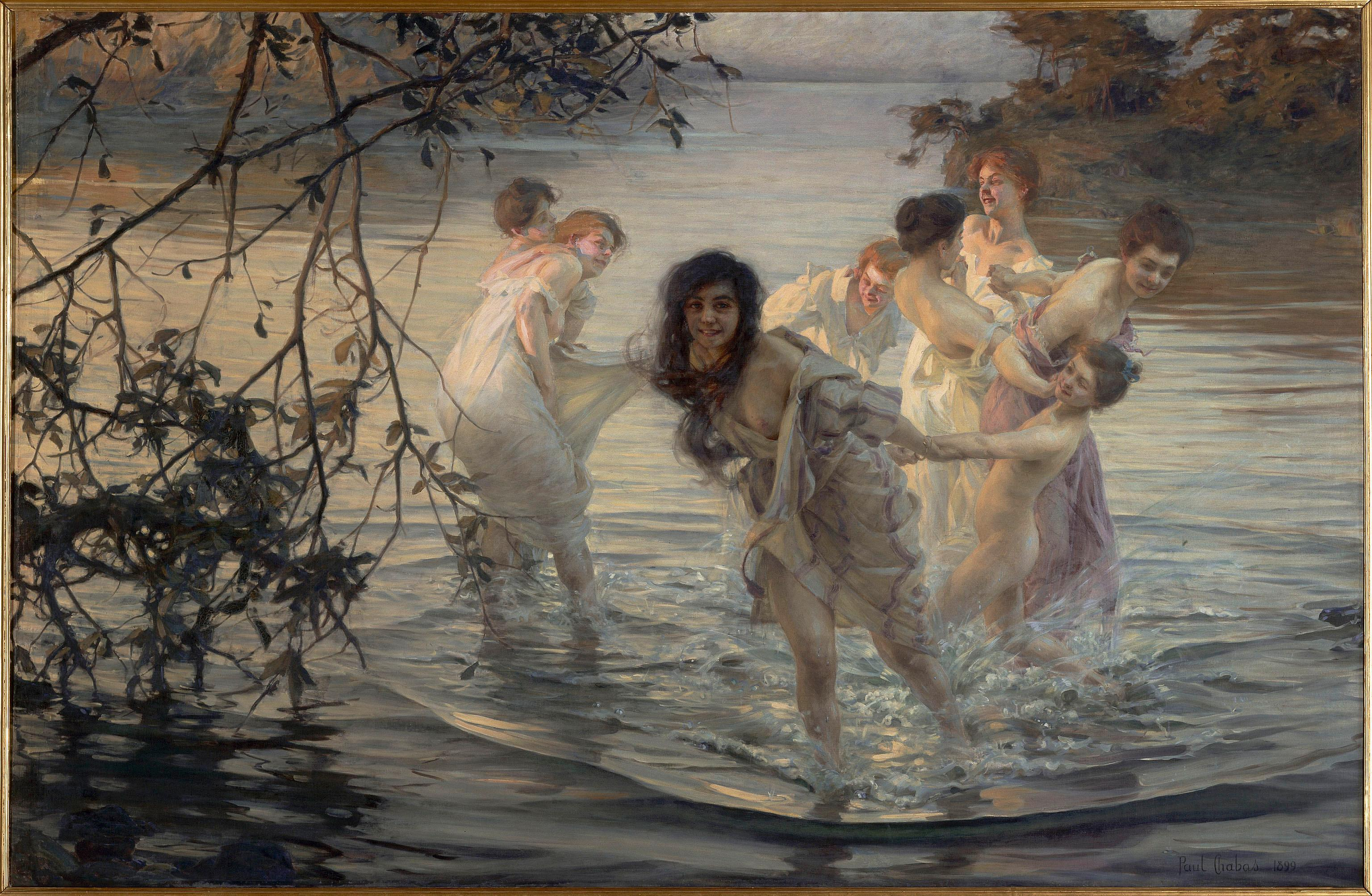